# Scarus coelestinus
Scarus coelestinus là một loài cá biển thuộc chi Scarus trong họ Cá mó. Loài này được mô tả lần đầu tiên vào năm 1840.

## Từ nguyên
Tính từ định danh của loài trong tiếng Latinh có nghĩa là "ở thiên đường", hàm ý đề cập đến màu sắc của vảy cá, được mô tả là "có màu xanh da trời rất đẹp".

## Phạm vi phân bố và môi trường sống
S. coelestinus có phạm vi trải dài từ bờ biển phía nam bang Florida (Hoa Kỳ) và Bermuda đến khắp vùng biển Caribe (không xuất hiện ở phần lớn vịnh México), bao gồm toàn bộ Antilles, giới hạn ở phía nam đến Venezuela.
Môi trường sống của S. coelestinus là các rạn san hô viền bờ và được tìm thấy ở độ sâu đến ít nhất là 75 m.

## Mô tả
S. coelestinus có chiều dài cơ thể tối đa được biết đến là 77 cm. Vây đuôi lõm ở cá cái và cá đực; thùy đuôi của cá đực dài hơn cá cái tạo thành hình lưỡi liềm. Cá trưởng thành cả hai giới và cả cá con đều có màu xanh lam đen. Đầu có màu xanh lam sáng; quanh mắt có các vệt màu xanh thẫm. Các vây có viền xanh lam sáng. Phiến răng màu xanh lục lam.
Số gai vây lưng: 9; Số tia vây ở vây lưng: 10; Số gai vây hậu môn: 3; Số tia vây ở vây hậu môn: 9; Số tia vây ở vây ngực: 14.

## Sinh thái học
Thức ăn của S. coelestinus chủ yếu là tảo. Chúng thường kiếm ăn theo đàn, dùng phiến răng cạo tảo bám trên san hô chết và mỏm đá, thường cùng với đàn của cá đuôi gai.
S. coelestinus cũng đã được quan sát là ăn cả trứng của cá thia biển Abudefduf saxatilis. Một nhóm khoảng 15–25 cá thể S. coelestinus sử dụng bộ hàm chắc khỏe của chúng để loại bỏ cả trứng và lớp nền bên dưới tổ của A. saxatilis. Những cá thể A. saxatilis ban đầu sẽ cố gắng bảo vệ tổ của mình nhưng nhanh chóng bị S. coelestinus áp đảo về số lượng. Bên cạnh đó, nhiều loài "cơ hội" cũng tham gia vào việc lấy trứng, đặc biệt là cá bàng chài Thalassoma bifasciatum, là những loài không thể đột nhập vào được tổ của A. saxatilis khi không có sự "trợ giúp" của S. coelestinus.
S. coelestinus được đánh bắt để làm thực phẩm.